# 哲学与经济学
哲学与经济学（英語：Philosophy and Economics，縮寫：P&E）是一门跨学科研究领域，虽属哲學、政治學及經濟學，但更倾向专注于哲学与经济学的基础问题，研究理性选择、经济成果、制度和过程评估、经济现象的本体论以及获得知识的可能性等主题，涉及哲学及经济学领域的学科基础问题：自由、真理、知识、公正、正义、平等、安全、和平、理性、生态、幸福、社会福利、伦理学、道德、人类行为学等。

## 研究主题
哲学与经济学的研究课题包括公共经济学、行为经济学、理性、正义、经济思想史、理性选择理论、制度经济学，高度理想化的经济模型的地位，经济现象的本体论以及获得知识的可能性。
哲学与经济学学科研究领域可主要划分为三个主题，即行动理论（理性与决策）、伦理学（福利与正义）和科学哲学（经济学的历史、哲学和方法论）。理性、福利和社会选择理论的经济理论捍卫了通常由相关哲学文献提供的实质性哲学论点，涵盖行动理论、哲学心理学、社会和政治哲学。经济学则吸引对认识论和科学哲学研究者，因为它具有自然科学的明显特征，而其对象由社会现象组成。

### 经济学的本体论
本体论问题在基本经济现象中解决“什么是x”问题，例如“什么是（经济）价值” 或“什么是市场”。提出这些问题的哲学价值实际上旨在改变关于经济学基础性质的观点。

### 经济学的方法论和认识论
认识论处理我们如何“知道”事物。在经济学哲学中，这意味着提出以下问题：经济理论提出了什么样的“真理主张”？我们如何或应该如何证明经济理论——例如，每一个经济理论都必须是经验可验证的吗？经济理论有多精确，能否声称是一门精确科学的地位——例如，经济预测是否与自然科学中的预测一样可靠，为什么或为什么不可靠？ 

### 理性选择、决策论和博弈论
决策论中的哲学方法侧重于决策理论中的基本概念——例如，关于选择或偏好、理性、风险和不确定性的性质和经济行为者。
博弈论建立在决策理论之上，在许多学科之间共享，尤其是数学、经济学和哲学，在经济学哲学领域得到广泛讨论。

### 伦理学与正义论
经济系统的伦理学处理诸如如何正确（公正、公平）地保留或分配经济商品等问题。“伦理学和经济学”将伦理学与福利经济学联系起来。
道德和正义以不同的方式重叠。当研究基本原理时，其方法被认为更具哲学性——例如，罗尔斯的《正义论》（1971）和诺齐克的《無政府、國家與烏托邦》（1974）。
功利主义作为一种伦理方法论，其渊源与现代经济思想的兴起密不可分。今天，功利主义作为众多方法之一在应用伦理学中传播开来。应用伦理学中也有非功利主义方法——例如基于权利的义务论(deontological)方法。
许多政治意识形态是对经济制度伦理反思的直接产物。马克思是一位哲学家，他最著名的著作《资本论》是关于经济哲学的。

### 非主流经济学
从值得注意但通常代表性不足的群体的角度来看，经济学的基础和假设受到质疑。例如：
- 奥地利经济学派或称人类行为学：自觉反对以数学建模和假设检验来验证新古典经济学。[11][12]
- 经济学的跨文化视角和经济人类学：一个例子是佛教启发的不丹“幸福GDP”概念。阿马蒂亚·库马尔·森是著名的将跨文化现象融入经济思维的倡导者。[13]
- 女性主义经济学观点或女性主义经济学。[14]

## 主要学者
| - 亚里士多德 - 肯尼斯·阿罗 - 肯尼思·宾默尔 - 米尔顿·弗里德曼 - 弗兰克·哈恩 - 大卫·休谟 - 约翰·梅纳德·凯恩斯 - 约翰·洛克 - 弗里德里希·哈耶克 | - 托马斯·罗伯特·马尔萨斯 - 卡尔·马克思 - 约翰·斯图亚特·密尔 - 路德维希·冯·米塞斯 - 皮埃尔-约瑟夫·蒲鲁东 - 约翰·罗默 - 穆瑞·羅斯巴德 - 约翰·罗尔斯 - 莱昂内尔·罗宾斯 | - 琼·罗宾逊 - 亚历山大·罗森堡 - 保罗·萨缪尔森 - 阿马蒂亚·库马尔·森 - 亚当·史密斯 - 马克斯·韦伯 - 卡尔·门格尔 - 伯纳德·威廉姆斯 |

## 关联学科
经济体制伦理学（ethics of economic systems）是商业伦理学和经济学哲学（philosophy of economics）之间的重叠领域。撰写经济体制伦理学的人更有可能称自己为政治哲学家，而不是商业伦理学家或经济哲学家。经济学中的理论性问题与经济学哲学之间存在显着的重叠。由于经济学被普遍认为起源于哲学，经济学史与经济学哲学重叠。

## 学位设置
一些大学提供结合哲學、政治學及經濟學的联合学位，涵盖了哲学与经济学中讨论的许多问题。另有少数大学，例如倫敦政治經濟學院、爱丁堡大学、布里斯托尔大学、鹿特丹伊拉斯姆斯大学、哥本哈根商学院、维也纳大学和拜罗伊特大学提供“哲学与经济学”专业的硕士学位。

## 学术期刊
- Economics and Philosophy （页面存档备份，存于）
- Erasmus Journal for Philosophy and Economics （页面存档备份，存于）
- Philosophy and Public Affairs
- Politics, Philosophy & Economics – Aims and Scope